# Floribella (telenovela portuguesa)
Floribella es una telenovela infantil portuguesa producida y emitida originalmente por SIC. Estrenada en 2006, es una adaptación de la telenovela argentina Floricienta (2004-2005), creada por Cris Morena (autora de otras telenovelas como Chiquititas y Rebelde Way), producida por RGB Entertainment. Dada su popularidad en Portugal, fue emitida a través de Disney Channel. Fue protagonizada por Luciana Abreu, junto a Diogo Amaral en su primera temporada y junto a Ricardo Pereira en la segunda.

## Elenco

### Primera temporada
- Luciana Abreu - Ana Flor Valente Faria / Flor
- Diogo Amaral - Frederico Fritzenwalden
- Susana Mendes - Delfina Rebello de Andrade
- Mafalda Vilhena - Magda Rebello de Andrade
- José Afonso Pimentel - Afonso Fritzenwalden
- Maya Booth - Sofia Rebello de Andrade
- Tiago Barroso - Henrique Fritzenwalden
- Teresa Macedo - Maria Fritzenwalden
- Diogo Martins - Martim Fritzenwalden
- Diogo Rebelo - Tomás Fritzenwalden
- Catarina Cardoso - Rosa Silva
- Custódia Gallego - Cristina Seixas (Tita)
- Diogo Morgado - Dinis Mendonça
- Hugo Sequeira - Sebastião Mendonça
- Cristina Cavalinhos - Helga Schneider
- Ana Cloe - Alexandra Gomes (Xana)
- Raquel Guerra - Clara Miranda
- Marco Medeiros - Filipe Chaves (Flip)
- Rodrigo Saraiva - Rogério Emanuel Seixas (Bata)
- Cleia Almeida - Martinha
- Sofia de Portugal - Amália Costa
- Gustavo Santos - Pedro Forte
- Miguel Dias - Antoine
- Madalena Brandão - Carlota Sotto
- João Didelet - Pascoal
- Anna Paula - Isilda Rebello de Andrade
- Ana Marta Ferreira - Luz Miranda
- Carolina Castelinho - Mónica
- Lourenço Henriques - Carlos Camacho
- Rui Paulo - Raul Seixas
- Luís Zagallo - José Saldanha
- Sara Gonçalves - Paula/Julieta
- Afonso Lagarto - Walter Fritzenwalden
- Jorge Corrula - Lourenço
- Paula Guedes - Verónica

### Participaciones especiales
- Tiago Aldeia - Rúben
- Paula Lobo Antunes - Catherine
- Io Apolloni - Condessa
- João Baptista - Gabriel Antunes
- José Boavida - Instructor 1
- Rui Luís Brás - Nuno de Sousa Martins
- Patrícia Bull - Amélia Fritzenwalden
- Susana Cacela - Laura
- Cristovão Campos - Banzo
- Rui Pedro Cardoso - Bruno
- Manuel Castro e Silva - Eduardo
- Patricia Coriel - Filomena
- Maria d'Aires - Marisa
- João de Carvalho - Óscar
- Delfina Cruz - Miriam
- Alexandre de Sousa - Dr. Castro e Silva
- Vítor de Sousa - Barão Franz Meyertropp
- Maria João Falcão - Mafalda
- Rita Egidío - Sílvia
- Marta Fernandes - Lola
- Tiago Fernandes - Vasco
- Licínio França - Dono da Mercearia
- Hugo Franco - Orlando
- Patrícia Franco - Maria do Carmo Torres Bichinha
- Nelly Furtado - Nelly Furtado
- Fernando Gomes - Firmino
- David Henriques - Jonas
- Lourenço Henriques - Camacho
- Raquel Henriques - Vanda
- Sónia Hermida - Benita
- Cláudia Jardim - Prisionera
- Elisa Lisboa - Cacá
- Adelaide João - Frida
- São José Lapa - Isabel
- Márcia Leal - Márcia
- António Lima - Júlio Martins
- Adérito Lopes - Xavier (Asistente social)
- Milton Lopes - Fernando
- Lucinda Loureiro - Vizinha
- Heitor Lourenço - Wolfgang
- Mafalda Lourenço - Anjinho
- João Loy - Leopoldo
- André Maia - Rick
- Paula Marcelo - Beatriz Miranda
- Pedro Martins - Ezequiel
- Luís Mascaranhas - Vítor Antunes
- Paulo Matos - Médico
- Miguel Melo - Arnaldo
- Rui Melo - Fernando
- António Montez - Dr. Mário Dias
- Rui Neto - Simão
- Joaquim Nicolau - Productor
- Guilherme Noronha - Paulo
- Carlos Oliveira - Gonçalo
- Luísa Ortigoso - Violeta
- Nuno Pardal - Alexandre (Alex)
- André Patrício - Rui
- Ricardo Pereira - Conde Máximo
- João Maria Pinto - Parcela
- Mafalda Pinto - Lúcia Ramalho
- Paulo Pires - Cristo
- Augusto Portela - Dr. Sampaio
- Gonçalo Portela - Cláudio
- Quimbé - Instructor #2
- Rita Ribeiro - Manuela Antunes
- Rita Ferro Rodrigues - Presentadora del programa de televisión Páginas da vida
- Miguel Romeira - Maximiliano
- Liliana Santos - Luciana
- Joana Seixas - Marlene
- Paulo Silva- Gustavo
- Jorge Sequerra - Osório
- Sérgio Silva - Arménio
- Bruno Simões - Gaston
- Juan Soutullo - Corredor
- João Vaz - Gerente de hotel
- Eduardo Viana - Dr. Venâncio Gois
- Rita Viegas - Dália
- Nuno Vinagre - Jerónimo

### Segunda temporada
- Luciana Abreu - Ana Flor Valente Rebello de Andrade
- Ricardo Pereira - Conde Máximo
- Susana Mendes - Delfina Rebello de Andrade
- Mafalda Vilhena - Magda Rebello de Andrade
- Jorge Corrula - Lourenço Moura
- Rui Unas - Mário Araújo
- Cristina Cavalinhos - Helga Schneider
- Rui Mello - Evaristo
- José Afonso Pimentel - Afonso Fritzenwalden
- Tiago Barroso - Henrique Fritzewalden
- Diogo Martins - Martim Fritzewalden
- Ana Marta Ferreira - Luz Miranda
- Diogo Rebelo - Tomás Fritzewalden
- Catarina Cardoso - Rosa Silva
- Raquel Strada - Olivia Fritzenwalden
- Rodrigo Saraiva - Bata (Rogério Emanuel Seixas)
- Marco Medeiros - Flip Chaves
- Madalena Brandão - Carlota Sotto
- Ana Cloe - Alexandra Gomes (Xana)
- Raquel Guerra - Clara Miranda
- Teresa Tavares - Carmo
- Maria Sampaio - Carla
- Joana Anes - Marina
- Elsa Galvão - Directora del Colégio Interno
- Adérito Lopes - Xavier (Asistente social)
- Hugo Sequeira - Sebastião Mendonça
- Sofia de Portugal - Amália Costa
- Cândido Ferreira - Ulisses
- João Maria - Tiago
- Bruno Pascoa - Lucas
- Anna Paula - Isilda Rebelo de Andrade
- Sinde Filipe - Jonas IV
- Rita Salema - Ivone
- Manuel Sá Pessoa - Bernardo

## Ficha técnica

### Autoras
Gabriela Fiore- Solange Keoleyan

### Adaptación y guion
- João Matos
- Raquel Palermo
- Vera Sacramento

### Productora
- Teresa Guilherme
- Cris Morena

### Realización
- Atílio Riccó
- Rodrigo Riccó

## Banda sonora original
Floribella
- Floribella - (Floricienta)
- Quando eu te vejo - (Porqué)
- Tic Tac - (Tic Tac)
- Pobres dos Ricos - (Pobre los ricos)
- Assim Será - (Así será)
- Primeiro Encontró - (Primeiro Encontro) *
- Miau Miau - (Kikiriki)
- Vestido Azul - (Mi vestido azul)
- Olhos P'ra Mim - (Você vai me Querer) *
- Sem Ti - (Ven a mí)
- Um Novo Dia - (Los niños no mueren)
- Anda Comigo - (Chaval Chulito)

Floribella 2: Corações ao vento
- Corações ao vento (Corazones al viento)
- Desde que te vi (Desde que te vi)
- Vem Dançar (A Bailar)
- Há uma lenda (Hay un cuento)
- Coisas que odeio em ti (Cosas que odio de vos)
- Ding Dong (Ding Dong)
- Sem ti vivo no escuro (Te siento)
- Eu posso, tu também (Vos podes)
- Tu vais voltar (Un enorme drágon)
- Que esconde o conde? (Que esconde el conde?)
- Flor Amarela (Flores Amarillas)
- Caprichos (Caprichos)

Cd de Navidad
- Chegou o Natal(Navidad)
- Tic Tac(Tic Tac)-Versão de Natal
- No Meu Mundo(Princesa de la terraza)
- Olá 2007(Año nuevo)
- Flor(Floricienta)-Versão de Natal
- Boa Noite(Hay un angel)
- Um Novo Dia(Los Niños no Muerren)-Versão de Natal
- Tu(Tú)
- Assim será(Y Así Será)-Versão de Natal

Temas que son originales de la versión brasileña *